# (171429) Hunstead
(171429) Hunstead est un astéroïde de la ceinture principale.

## Description
(171429) Hunstead est un astéroïde de la ceinture principale. Il fut découvert le 1er septembre 2007 à l'Observatoire de Siding Spring par Krisztián Sárneczky et László L. Kiss. Il présente une orbite caractérisée par un demi-grand axe de 3,12 UA, une excentricité de 0,09 et une inclinaison de 15,5° par rapport à l'écliptique.

## Compléments